# Сан-Сальвадор-де-Жужуй
Сан-Сальвадо́р-де-Жужу́й (ісп. San Salvador de Jujuy, вимовл. Сан-Сальвадор-де-Хухуй) — місто на північному заході Аргентини, столиця провінції Жужуй. Населення 265 тис. жителів згідно з переписом 2010 року.

## Історія

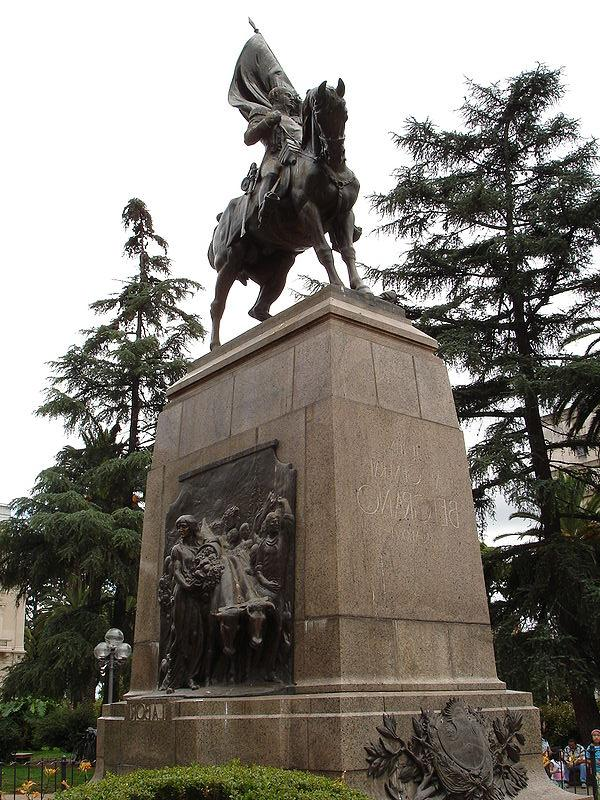
Пам'ятник М. Белграно

Перше поселення на території сучасного Сан-Сальвадора-де-Жужуй називалося Сьюдад-де-Ньєва (ісп. Ciudad de Nieva) та було засноване 20 серпня 1561 року Грегоріо де Кастаньєдою.
Друге місто, засноване у цій долині 13 жовтня 1575 доном Педро Ортісом де Сарате, було назване Сан-Франсіско-де-Алава (ісп. San Francisco de Alava).
Сучасне місто веде свою історію від третього поселення, заснованого Франсіско де Арганьярасом-і-Мургіа під іменем Сан-Сальвадор-де-Веласко-ен-ель-Вальє-де-Жужуй (ісп. San Salvador de Velazco en el Valle de Jujuy) 19 квітня 1593 року.
Під час війни за незалежність Аргентини на початку XIX століття місто було одним з найважливіших бастіонів та неодноразово опинялося у центрі подій тієї війни.
Місто отримало статус столиці провінції Жужуй відразу ж після відокремлення її від провінції Сальта у 1834.
1935 року було створено єпархію Жужуй з центром у Сан-Сальвадорі.
1973 року у місті було відкрито державний Національний університет Жужуя, у якому зараз налічується 4 факультети і 5 інститутів та навчається близько 10 000 студентів.

## Клімат
Клімат міста помірний. Середня річна температура 19,4 °C. Середня річна кількість опадів 777,7 мм. Літо тепле та дуже вологе, на січень припадає 75 % річної кількості опадів. Зима суха та м'яка. Червень — найсухіший місяць року. Абсолютний максимум температури повітря, зареєстрований за період спостереження з 1961 по 1990 роки 41,7 °C, абсолютний мінімум −6 °C.
| Клімат Сан-Сальвадор-де-Жужуй                                                                                     | Клімат Сан-Сальвадор-де-Жужуй | Клімат Сан-Сальвадор-де-Жужуй | Клімат Сан-Сальвадор-де-Жужуй | Клімат Сан-Сальвадор-де-Жужуй | Клімат Сан-Сальвадор-де-Жужуй | Клімат Сан-Сальвадор-де-Жужуй | Клімат Сан-Сальвадор-де-Жужуй | Клімат Сан-Сальвадор-де-Жужуй | Клімат Сан-Сальвадор-де-Жужуй | Клімат Сан-Сальвадор-де-Жужуй | Клімат Сан-Сальвадор-де-Жужуй | Клімат Сан-Сальвадор-де-Жужуй | Клімат Сан-Сальвадор-де-Жужуй |
| Показник | Січ.                          | Лют.                          | Бер.                          | Квіт.                         | Трав.                         | Черв.                         | Лип.                          | Серп.                         | Вер.                          | Жовт.                         | Лист.                         | Груд.                         | Рік                           |
| Абсолютний максимум, °C                                                                                           | 40,2                          | 38,4                          | 36,0                          | 34,5                          | 33,9                          | 34,1                          | 39,9                          | 38,0                          | 41,3                          | 40,5                          | 41,7                          | 42,0                          | 42,0                          |
| Середній максимум, °C                                                                                             | 29,6                          | 28,9                          | 27,0                          | 24,0                          | 21,3                          | 19,2                          | 20,3                          | 23,3                          | 25,0                          | 29,0                          | 30,0                          | 30,3                          | 25,7                          |
| Середня температура, °C                                                                                           | 23,5                          | 22,6                          | 21,3                          | 18,4                          | 14,9                          | 11,5                          | 12,0                          | 15,0                          | 17,3                          | 21,6                          | 23,1                          | 23,7                          | 18,7                          |
| Середній мінімум, °C                                                                                              | 18,3                          | 17,4                          | 16,9                          | 14,7                          | 9,9                           | 5,9                           | 5,7                           | 8,4                           | 10,2                          | 14,6                          | 16,9                          | 17,9                          | 13,1                          |
| Абсолютний мінімум, °C                                                                                            | 9,4                           | 7,5                           | 7,7                           | 1,5                           | −1,9                          | −6                            | −5,6                          | −6,9                          | −1,8                          | 1,8                           | 4,2                           | 8,5                           | −6,9                          |
| Середня кількість сонячних годин на місяць                                                                        | 229,4                         | 194,9                         | 176,7                         | 171,0                         | 195,3                         | 150,0                         | 207,7                         | 217,0                         | 204,0                         | 204,6                         | 207,0                         | 229,4                         | 2387,0                        |
| Норма опадів, мм                                                                                                  | 191.2                         | 140.6                         | 141.9                         | 59.1                          | 8.7                           | 1.9                           | 5.9                           | 5.4                           | 3.0                           | 22.5                          | 58.2                          | 139.3                         | 777.7                         |
| Днів з опадами | 13                            | 12                            | 16                            | 10                            | 4                             | 3                             | 3                             | 2                             | 2                             | 4                             | 7                             | 11                            | 87                            |
| Вологість повітря, %                                                                                              | 76                            | 78                            | 82                            | 83                            | 80                            | 79                            | 72                            | 63                            | 56                            | 56                            | 64                            | 71                            | 72                            |
| --- | ----------------------------- | ----------------------------- | ----------------------------- | ----------------------------- | ----------------------------- | ----------------------------- | ----------------------------- | ----------------------------- | ----------------------------- | ----------------------------- | ----------------------------- | ----------------------------- | ----------------------------- |
| Джерело: Servicio Meteorologico Nacional, Oficina de Riesgo Agropecuario (record highs and lows), UNLP (sun only) |                               |                               |                               |                               |                               |                               |                               |                               |                               |                               |                               |                               |                               |

## Туризм
Сан-Сальвадор-де-Жужуй відзначається своєю архітектурою. Найвизначнішими пам'ятками міста є:
- Будинок уряду — будівля, що поєднує іспанський колоніальний стиль, італійський неокласицизм і архітектуру французької Belle Époque.
- Кафедральний собор — будівля у колоніальному стилі з бароковими деталями XVII ст.
- Театр Мітре — один із найдавніших в Аргентині, збудований у 1901 році в італійському стилі
- Муніципалітет
- Каплиця Святої Варвари (ісп. Capilla de Santa Bárbara) — приклад релігійної архітектури XVIII ст.
- Базиліка Святого Франциска (ісп. Iglesia San Francisco) — перша будівля, зведена францисканцями у місті між 1611 і 1618 роками. Поєднує елементи бароко і неоманьєризму. У базиліці знаходиться музей релігійного мистецтва.
- Старовинна залізнична станція
- Центральний ринок
- Шпиталь Сан-Роке
- Провінційний історичний музей
- Музей природничих наук ім. Чарльза Дарвіна
- Національний коледж

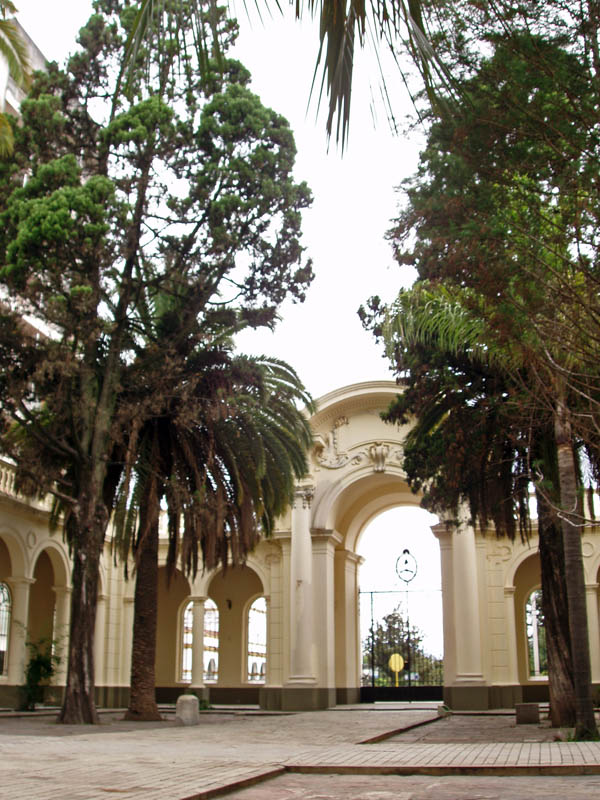
Внутрішній дворик Будинку уряду
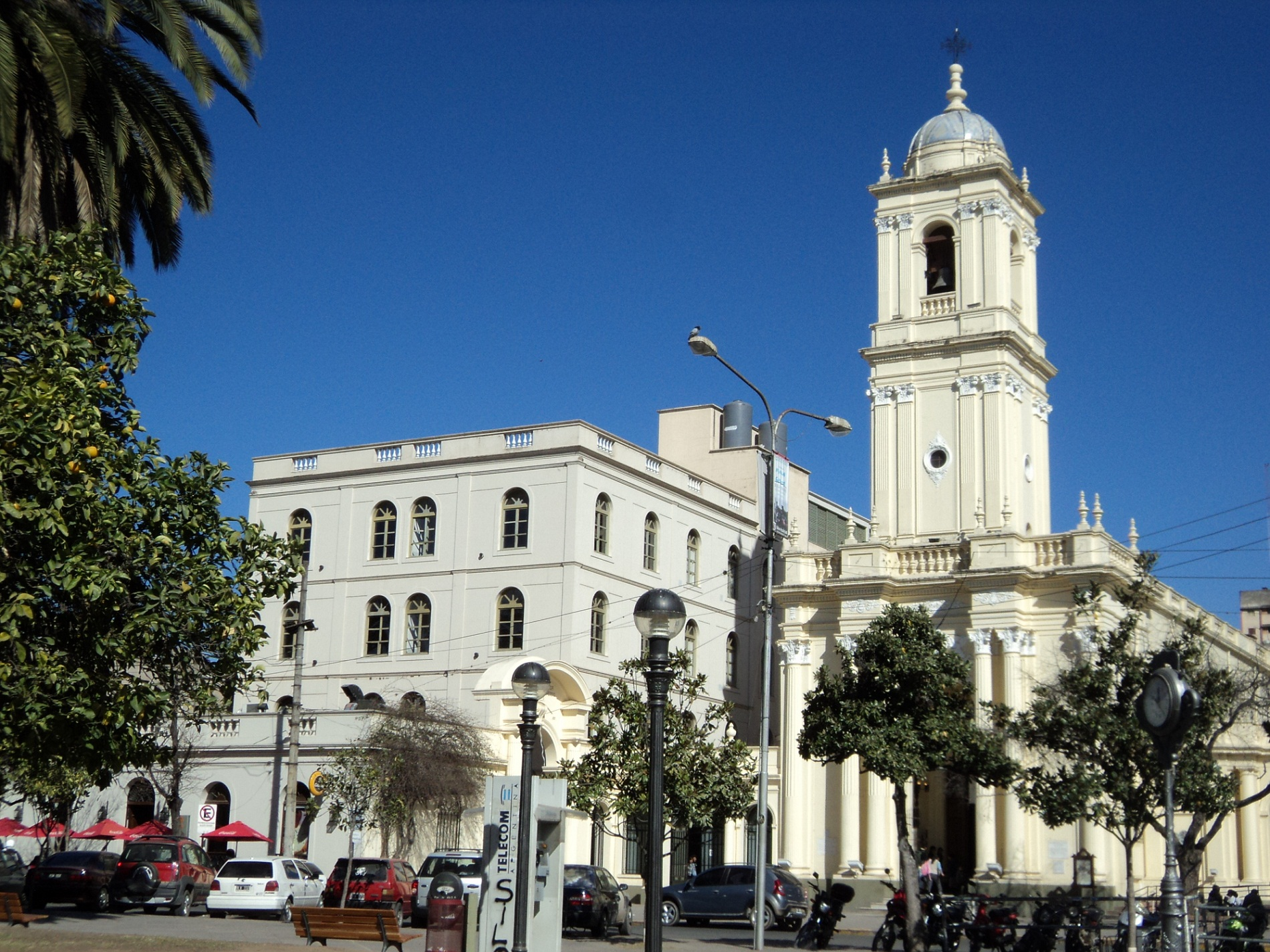
Кафедральний собор
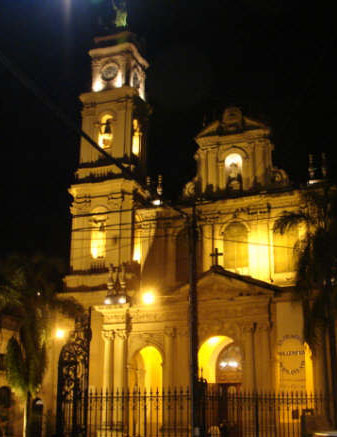
Базиліка Св. Франциска

Неподалік від міста знаходиться долина Кебрада-де-Умауака, національний парк Калілегва, Семиколірний пагоб, фортеця Пукара-де-Тілкара.
Щороку з 16 по 26 вересня у місті проводиться Фестиваль Студентів.

## Транспорт
Сан-Сальвадор-де-Жужуй має такі шляхи сполучення:
- автошляхи:
  - національні автотраси № 9, 66
  - провінційна автотраса № 56, 2, 1
- залізниця імені генерала Мануеля Бельграно
- міжнародний аеропорт Губернатор Орасіо Гусман

## Видатні особи
У місті Сан-Сальвадор-де-Жужуй народилися такі відомі люди:
- Хорхе Кафруне — фольклорний співак
- Мігель Перейра — кінорежисер, володар Срібного Ведмедя Берлінського кінофестивалю

## Міста-побратими
- Чилі, Калама (з 1974)[7]
- Болівія, Сукре (з 2004)
- Болівія, Тариха (з 2004)